# Brignoliella maoganensis
Brignoliella maoganensis là một loài nhện trong họ Tetrablemmidae.
Loài này thuộc chi Brignoliella. Brignoliella maoganensis được Tong & Li miêu tả năm 2008.